# Christian Schulte (SS-Mitglied)
Christian Gustav Paul Schulte (* 30. Juli 1912 in Kiel; † 27. Juni 1988 in Frankfurt am Main) war ein deutscher SS-Obersturmführer, persönlicher Adjutant Otto Raschs, des Kommandeurs der Einsatzgruppe C, und verurteilter Kriegsverbrecher.

## Leben
Christian Schulte war Sohn eines Tischlermeisters. In Kiel besuchte er die Volksschule und die Oberrealschule bis zum Tode seines Vaters im Jahre 1925. Bedingt durch missliche wirtschaftliche Verhältnisse wurde er alsdann auf eine Mittelschule umgeschult, die er Ostern 1930 mit dem Zeugnis der mittleren Reife verließ. Er begann eine 2-jährige Praktikantenzeit bei einer Kieler Motoren- und Maschinenfabrik, die 1931 durch Stilllegung der Firma infolge der schlechten Wirtschaftslage unterbrochen wurde. Nach Beendigung der Praktikantenzeit im November 1933 fehlten ihm die Geldmittel zum Besuch einer Maschinenbauschule. Er arbeitete daher auf dem Motorenprüfstand der Deutschen Werke in Kiel als Werkstudent.
Am 9. November 1931 wurde er Mitglied der Sturmabteilung (SA). Am 1. Dezember 1931 trat er der NSDAP (Mitgliedsnummer 753.374) bei. Im Juli 1934 trat er in den Sicherheitsdienst (SD) ein, womit er auch in die SS eintrat. Im SD-Abschnitt Ost in Berlin war er dann im Sachgebiet Wirtschaft tätig, das er kommissarisch von Mai 1936 bis Oktober 1938 führte. Schulte bewarb sich um eine Ausbildung an der „Reichsakademie für Leibesübungen“ in Berlin. Nach der Ausbildung bestand er hier im September 1939 sein Examen als Turn- und Sportlehrer. Er kam zu seiner Dienststelle zurück, wurde von dort zum Amt I des Reichssicherheitshauptamtes versetzt, von wo aus er etwa ein halbes Jahr in der Verwaltung tätig war. Im Mai 1940 wurde er als Sportreferent zum Inspekteur der Sicherheitspolizei und des SD in Königsberg kommandiert.
Im Juli 1941 wurde Schulte auf Anforderung des Chefs der Einsatzgruppe C, Rasch, diesem als Nachfolger des gefallenen persönlichen Adjutanten zugeteilt. Schulte beteiligte sich an der Organisierung der Ermordung von 33.771 Juden am 29./30. September 1941 in Babi Jar. Bei der Einsatzgruppe C und dann dem Sonderkommando 4a verblieb er bis Februar 1942, war anschließend Verbindungsoffizier zum AOK 6 und baute ab Mai 1942 eine Außenstelle des BdS Kiew in Poltawa auf, die er bis August 1942 leitete. Zu diesem Zeitpunkt wurde er als Verbindungsführer und sicherheitspolizeilicher Adjutant zum Höheren SS- und Polizeiführer Russland-Süd kommandiert. Nach Differenzen mit dem HSSPF Prützmann wurde er 1943 als Ic zum Stab der Bandenbekämpfung in der Ukraine abgeordnet, dann zum Amt VI des Reichssicherheitshauptamtes abkommandiert, wo er mehrere Monate im sogenannten Unternehmen Zeppelin eingesetzt war. Anschließend war er bei mehreren Waffen-SS-Einheiten im militärischen Einsatz.
Am 21. Juni 1945 wurde Schulte als SS-Angehöriger zunächst im Lager Wolfsburg in Kärnten interniert und im Dezember 1946 ins Lager Sandbostel eingewiesen. Durch Urteil des Spruchgerichts Stade vom 16. Januar 1948 wurde er von der Anklage der Zugehörigkeit zur Waffen-SS freigesprochen. Wegen seiner Zugehörigkeit zum SD war er im Dezember 1947 durch eine Auskunft des Document-Center bekannt geworden und zu 6 Monaten Gefängnis, die durch die Internierungshaft als verbüßt galt, verurteilt. Am 22. Januar 1948 wurde er aus der Internierung entlassen. Nach seiner Freilassung war er zunächst als Hilfsarbeiter auf dem Bau, dann in einer Margarinefabrik tätig. 1954 pachtete er eine Gastwirtschaft in Frankfurt am Main. Er arbeitete zunächst auf dem Flughafen in Frankfurt am Main, ab 1967 als Verwaltungsangestellter beim Finanzamt Hanau. Am 29. November 1968 wurde er vom Landgericht Darmstadt wegen Beihilfe zum Mord in zwei Fällen zu vier Jahren und sechs Monaten Zuchthaus verurteilt. Das Urteil wurde im Revisionsverfahren am 5. April 1973 durch den Bundesgerichtshof bestätigt. Er verbüßte seine Haft in den Justizvollzugsanstalten Butzbach und Frankfurt am Main. Am 2. Mai 1977 wurde er aus der Haft auf Bewährung entlassen. Am 29. Mai 1980 wurde die Reststrafe erlassen.